# Чемпіонат Полтавської області з футболу 1947
У фінальному етапі третього Чемпіонату Полтавської області взяли участь 4 команди. Всі матчі фінальної частини чемпіонату відбулися в Полтаві. Переможцем стало полтавське «Динамо».

## Підсумкова таблиця фінальної частини
За перемогу присуджувалося 3 очки, нічию — 2 очки, поразку — 1 очко, неявка — 0 очок.
| М | Команда                  | І | В | Н | П | РМ    | О |
| - | ------------------------ | - | - | - | - | ----- | - |
|   | «Динамо» (Полтава)       | 3 | 2 | 1 | 0 | 13−8  | 8 |
| 2 | «Авіачастина» (Полтава)  | 3 | 2 | 0 | 1 | 17−10 | 7 |
| 3 | «Дзержинець» (Кременчук) | 3 | 0 | 2 | 1 | 8−17  | 5 |
| 4 | «Локомотив» (Гребінка)   | 3 | 0 | 1 | 2 | 10−13 | 4 |

## Результати матчів фінальної частини
| Дата       | Команда                  | Рахунок | Команда                  |
| ---------- | ------------------------ | ------- | ------------------------ |
| 26.06.1947 | «Динамо» (Полтава)       | 5:4     | «Локомотив» (Гребінка)   |
| 26.06.1947 | «Авіачастина» (Полтава)  | 11:2    | «Дзержинець» (Кременчук) |
| 27.06.1947 | «Дзержинець» (Кременчук) | 4:4     | «Локомотив» (Гребінка)   |
| 27.06.1947 | «Динамо» (Полтава)       | 6:2     | «Авіачастина» (Полтава)  |
| 28.06.1947 | «Динамо» (Полтава)       | 2:2     | «Дзержинець» (Кременчук) |
| 28.06.1947 | «Авіачастина» (Полтава)  | 4:2     | «Локомотив» (Гребінка)   |